# Матю Мичъм
Матю Мичъм (на английски: Matthew Mitcham), роден на 2 март 1988 г., е австралийски спортист и олимпийски шампион по скокове във вода от 10 метра.
През 2008 г. Мичъм разкрива своята хомосексуалност в интервю за „Сидни морнинг хералд“ (Sydney Morning Herald).